# Dulac Distribution
Pour les articles homonymes, voir Dulac.
Dulac Distribution, anciennement Sophie Dulac Distribution, est une société de distribution cinématographique française fondée par Sophie Dulac et Michel Zana en 2003. La société distribue en salles dix à douze films par an et son catalogue compte aujourd'hui plus d'une centaine de films art et essai.
Sophie Dulac Distribution collabore avec des réalisateurs français et étrangers parmi lesquels : Ronit Elkabetz, Raphaël Nadjari, Rabah Ameur-Zaïmeche, Merzak Allouache, Theo Angelopoulos, Robin Campillo, Nicolas Klotz, Jacques Doillon, Andreas Dresen, Srđan Dragojević, Emmanuel Finkiel, Philippe Ramos, Jessica Hausner, Christophe Honoré, Jhonny Hendrix Hinestroza, Georg Maas, Lech Majewski, Roger Michell, Pan Nalin, Călin Peter Netzer,  Sébastien Pilote, Rafi Pitts, Pablo Larraín, Katell Quillévéré, Philippe Ramos, Claire Simon, Christian Schwochow, Alexandre Sokourov, Whit Stillman, Hong Sang-soo, Béla Tarr, Margarethe von Trotta, Wang Xiaoshuai, Raoul Peck, Amos Gitaï, Andrea Segre, Semih Kaplanoğlu, Emily Atef...[réf. nécessaire]
Depuis sa création, Sophie Dulac Distribution a également distribué de nombreux films documentaires dont La Danse, le ballet de l’Opéra de Paris, Benda Bilili !, Le Concours, At Berkeley, National Gallery, La Vierge, les Coptes et moi..., Le Bois dont les rêves sont faits, etc. Présenté au dernier Festival de Berlin en février 2018, le nouveau documentaire de Claire Simon, Premières solitudes, produit par Sophie Dulac Productions, est distribué en novembre 2018.
Sophie Dulac Distribution s'engage régulièrement sur des premiers films, comme avec Eran Kolirin, Ronit Elkabetz, Joshua et Ben Safdie, Katell Quillévéré, Namir Abdel Messeeh, Avishaï Sivan, Cristian Jimenez, Laurent Perreau, Eva Ionesco, Joshua Z Weinstein,  David Volach, Alejandro Fernandez Almendras, Rodrigo Moreno, ….[réf. nécessaire]
La société distribue ponctuellement du cinéma de répertoire : Lola de Jacques Demy, Le Roi et l'Oiseau de Paul Grimault et Jacques Prévert, Un homme et une femme de Claude Lelouch, Lola Montès de Max Ophuls, L'Armée des ombres / Le Cercle rouge / Le Doulos / Un flic de Jean-Pierre Melville ou encore Jeux interdits de René Clément.[réf. nécessaire]
Le groupe est aussi exploitant de cinémas dans Paris, via Dulac Cinémas, avec cinq cinémas indépendants et treize écrans, dont le Majestic Bastille, à Paris, qui accueille en juillet 2025 l'avant-première française du film Salve Maria de Mar Coll. 
Sophie Dulac est la fille du poète Michel Rachline et la petite fille de l'entrepreneur Marcel Bleustein-Blanchet. Sa fortune professionnelle est estimée à 93 millions d'euros.